# Villa Würzburger

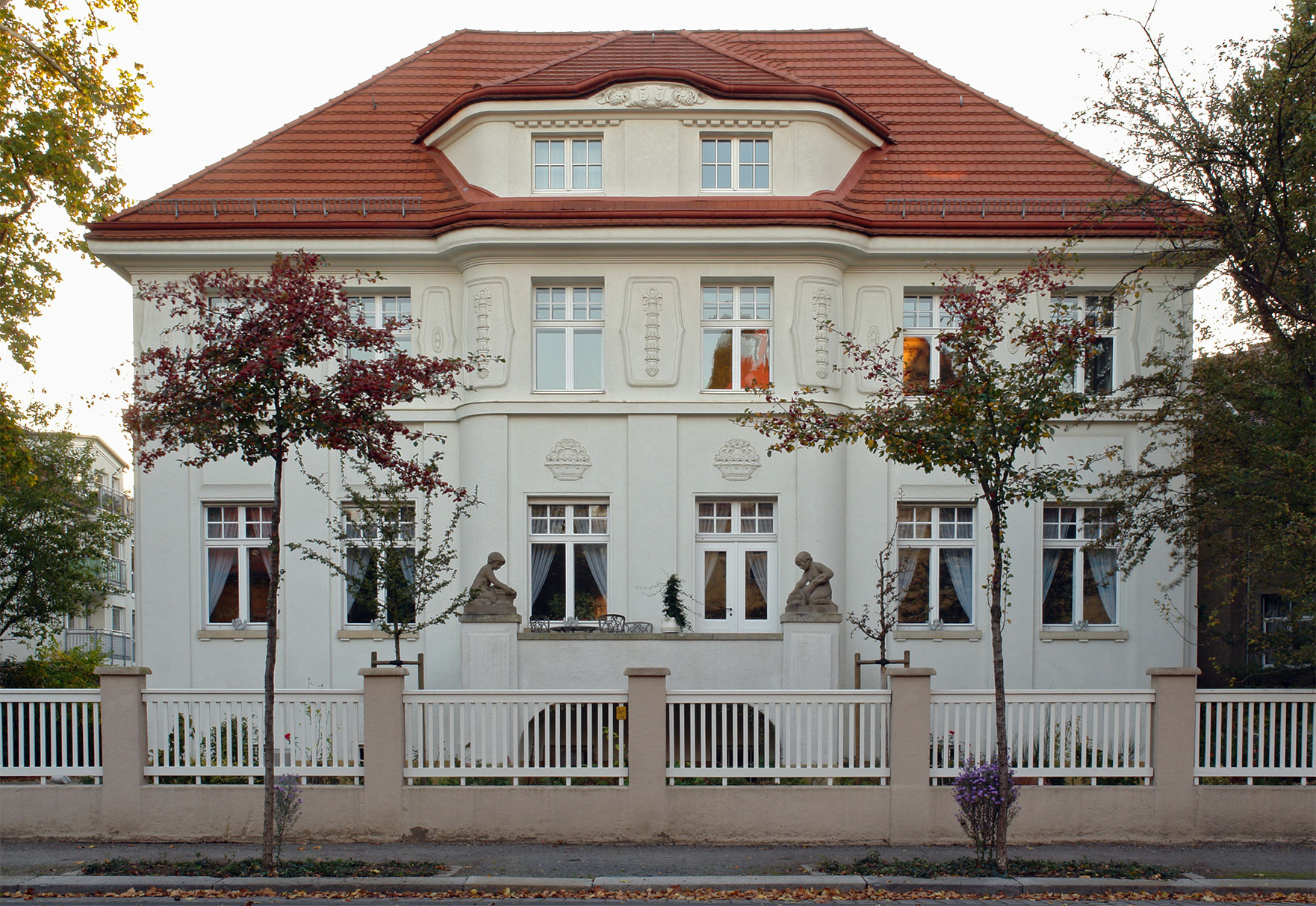
Vorderansicht

Die Villa Würzburger ist ein unter Denkmalschutz stehendes Gebäude am Stresemannplatz 7 im Dresdner Stadtteil Striesen.

## Beschreibung und Lage
Der Bau wurde 1910–1911 von dem Dresdner Architekturbüro Schilling & Graebner als zweigeschossiger kubischer Putzbau mit Walmdach in Jugendstilformen errichtet. Die sechsachsige Hauptfassade weist eine strenge Lisenengliederung und angeputzte Ornamentik auf, die mittleren zwei Achsen sind risalitartig durch Balkon und Dachausbau hervorgehoben. Die Balkonbrüstung schmücken zwei Putten mit Füllhorn und Früchtekorb. Im Inneren sind vor allem im Bereich der Diele wesentliche Elemente der originalen Innenausstattung erhalten.